# Patricia Elsmore-Sautter
Patricia Elsmore-Sautter, geborene Sautter (* 28. Februar 1979 in Schaffhausen), ist eine Schweizer Eishockeytorhüterin, die über viele Jahre in der Schweizer Eishockeynationalmannschaft der Frauen aktiv war und an den Olympischen Winterspielen 2006 teilnahm.

## Karriere

### National
Patricia Sautter begann mit dem Eishockeyspiel 1986 beim EHC Schaffhausen und stieg mit dessen Männermannschaft 1998 in die 1. Liga auf.
Zwischen 2001 und 2005 studierte sie an der University of Minnesota Duluth und spielte für deren Collegeteam, die Minnesota Duluth Bulldogs, in der NCAA. 2002 und 2003 gewann sie mit den Bulldogs die Meisterschaft der NCAA, das sogenannte Frozen Four. Nach ihrer College-Zeit spielte sie für die Roseau Rams und Duluth City.
Seit 2007 unterstützt sie die Schweizer Nationalmannschaft sowohl als Assistenztrainerin als auch als Ersatztorhüterin. Zudem arbeitet sie in Minnesota als Trainerin, unter anderem für die Roseau High School und das College of St. Scholastica.

### International
Elsmore-Sautter spielte bei einer Vielzahl von Welt- und Europameisterschaften sowie weiteren internationalen Turnieren für die Schweizer Eishockeynationalmannschaft der Frauen. Dabei wurde sie mehrfach als beste Torhüterin des jeweiligen Turniers ausgezeichnet. Bei der Weltmeisterschaft 1997 wurde Sautter in das All-Star-Team des Turniers gewählt und war damit die erste Schweizer Spielerin, der diese Ehre zuteilwurde.
Beim Auftaktspiel der Olympischen Winterspiele 2006 gegen die USA sorgte Sautter für ein großes Medienecho, als sie über 50 Torschüsse hielt.